# 阿氏夜猴
阿氏夜猴為棲息於南美洲的夜猴屬物種，包括阿根廷、玻利維亞、巴西、祕魯與巴拉圭，種小名源自於西班牙自然歷史學家費利克斯·德·阿薩拉。屬單配偶制，除了雌性外，雄性也會提供親代撫育。主要為夜行性，但不同於其他夜猴，有些地區的阿氏夜猴在白天與夜晚都同樣很活躍。目前阿氏夜猴在國際自然保護聯盟瀕危物種紅色名錄被列為無危物種。

## 分類
阿氏夜猴有三個亞種：
- Aotus azarae azarae
- Aotus azarae boliviensis
- Aotus azarae infulatus

## 特徵

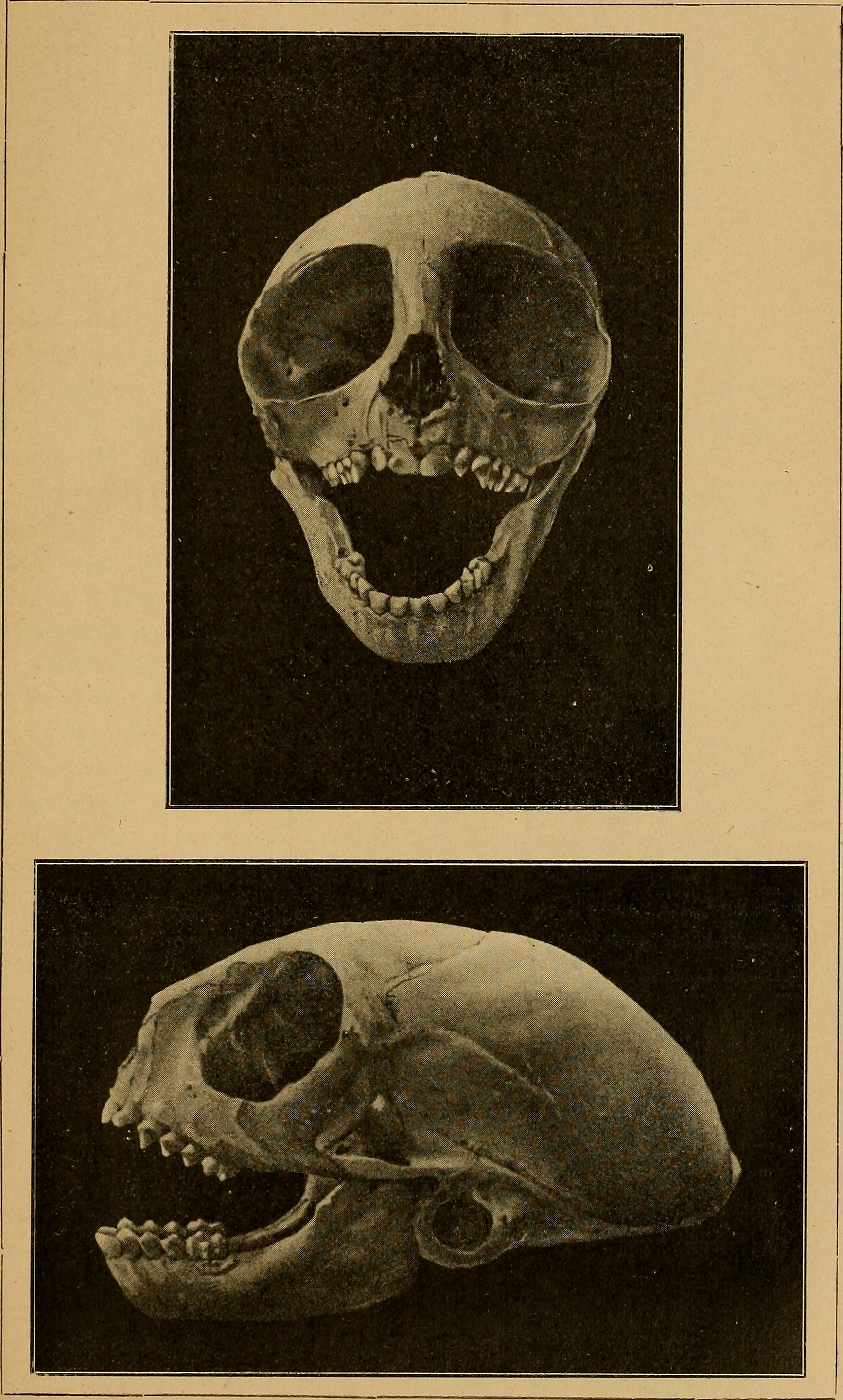
阿氏夜猴頭骨

阿氏夜猴雌性平均體長約為341 mm（13.4英寸）、雄性體長約為346 mm（13.6英寸），雌性A. a. azarae平均體重約為1,246 g（2.747磅）、雄性體重約為1,254 g（2.765磅）, 雌性A. a. boliviensis平均體重約為1,230 g（2.71磅）、雄性體重約為1,180 g（2.60磅）。妊娠期約為133日，野生個體壽命未知，但人工飼養的夜猴屬個體壽命可達20年。

## 行為與生態學
阿氏夜猴屬單配偶制，雄性與雌性會共同哺育後代，約二至三年後子代就會離開親代去獨立生活並組織自己的家庭。牠們並沒有明顯的兩性異形。
阿氏夜猴主要為果食性，但也會以葉片、花朵及昆蟲為食。主要為夜行性，可避免與其他晝行性動物競爭。
阿氏夜猴為樹棲性的物種，偏好月光較明亮的夜晚，喜歡於固定的路徑上活動，白天則會以2至5隻個體為單位在樹上睡覺（平均為3隻，包括父母與牠們的子嗣）。和其他夜猴不同的是，棲息於大廈谷的阿氏夜猴族群在白天與夜晚都同樣很活躍。牠們除了樹與樹之間跳躍外，也會在森林中進行四足步行。

## 棲息與分布地區
阿氏夜猴分布於北阿根廷、玻利維亞、巴西中部、巴拉圭及祕魯東南部，主要棲息於南亞馬遜雨林及部分更開闊的地區，例如大廈谷。Aotus a. azarae棲息於濱岸林與半落葉林、A. a. infulatus棲息於潮濕低地森林與濱岸林、A. a. infulatus則在多種森林類型中均能發現。目前所發現分布地區的最高海拔高度為1,250米（4,100英尺）的安地斯山脈山麓。

## 保育現況
阿氏夜猴的分布十分廣泛，屬於當地常見的物種，但由於棲息地喪失，在部分地區有個體數量下降的趨勢。

## 外部連結
- Aotus azarae （页面存档备份，存于） information at ThePrimata.
- Aotus: The Owl Monkey's Natural History （页面存档备份，存于） at MD Anderson.